# Polythore batesi
Polythore batesi is een libellensoort uit de familie van de Polythoridae (Banierjuffers), onderorde juffers (Zygoptera).
De wetenschappelijke naam van de soort is voor het eerst geldig gepubliceerd in 1879 door Selys.